# Calyptomenidae
Calyptomenidae is een familie die behoort tot de zogenaamde schreeuwvogels of suboscines. De familie telt twee geslachten en zes soorten:
- Geslacht Smithornis (3 soort Afrikaanse breedbekken)
- Geslacht Calyptomena  (3 soorten Aziatische groene breedbekken)

## Taxonomie
De familie behoort tot de clade Eurylaimides. Op grond van DNA-onderzoek gepubliceerd in 2016 zou de stamboom er als volgt uitzien.
|  | Philepittidae (Asities)                 |
|  |                                         |
|  | Eurylaimidae (Breedbekken en hapvogels) |
|  |                                         |

| Calyptomenidae | \| \| Smithornis (Afrikaanse breedbekken) \| \| \| \| \| \| Calyptomena (Aziatische groene breedbekken) \| \| \| \| |
|                | \| \| Smithornis (Afrikaanse breedbekken) \| \| \| \| \| \| Calyptomena (Aziatische groene breedbekken) \| \| \| \| |
|                | Pittidae (Pitta's)                                                                                                  |
|                | |
|                | Smithornis (Afrikaanse breedbekken)                                                                                 |
|                | |
|                | Calyptomena (Aziatische groene breedbekken)                                                                         |
|                | |

|  | Smithornis (Afrikaanse breedbekken)         |
|  |                                             |
|  | Calyptomena (Aziatische groene breedbekken) |
|  |                                             |

|  | Philepittidae (Asities)                 |
|  |                                         |
|  | Eurylaimidae (Breedbekken en hapvogels) |
|  |                                         |

| Calyptomenidae | \| \| Smithornis (Afrikaanse breedbekken) \| \| \| \| \| \| Calyptomena (Aziatische groene breedbekken) \| \| \| \| |
|                | \| \| Smithornis (Afrikaanse breedbekken) \| \| \| \| \| \| Calyptomena (Aziatische groene breedbekken) \| \| \| \| |
|                | Pittidae (Pitta's)                                                                                                  |
|                | |
|                | Smithornis (Afrikaanse breedbekken)                                                                                 |
|                | |
|                | Calyptomena (Aziatische groene breedbekken)                                                                         |
|                | |

|  | Smithornis (Afrikaanse breedbekken)         |
|  |                                             |
|  | Calyptomena (Aziatische groene breedbekken) |
|  |                                             |

|  | Philepittidae (Asities)                 |
|  |                                         |
|  | Eurylaimidae (Breedbekken en hapvogels) |
|  |                                         |

| Calyptomenidae | \| \| Smithornis (Afrikaanse breedbekken) \| \| \| \| \| \| Calyptomena (Aziatische groene breedbekken) \| \| \| \| |
|                | \| \| Smithornis (Afrikaanse breedbekken) \| \| \| \| \| \| Calyptomena (Aziatische groene breedbekken) \| \| \| \| |
|                | Pittidae (Pitta's)                                                                                                  |
|                | |
|                | Smithornis (Afrikaanse breedbekken)                                                                                 |
|                | |
|                | Calyptomena (Aziatische groene breedbekken)                                                                         |
|                | |

|  | Smithornis (Afrikaanse breedbekken)         |
|  |                                             |
|  | Calyptomena (Aziatische groene breedbekken) |
|  |                                             |

|  | Philepittidae (Asities)                 |
|  |                                         |
|  | Eurylaimidae (Breedbekken en hapvogels) |
|  |                                         |

| Calyptomenidae | \| \| Smithornis (Afrikaanse breedbekken) \| \| \| \| \| \| Calyptomena (Aziatische groene breedbekken) \| \| \| \| |
|                | \| \| Smithornis (Afrikaanse breedbekken) \| \| \| \| \| \| Calyptomena (Aziatische groene breedbekken) \| \| \| \| |
|                | Pittidae (Pitta's)                                                                                                  |
|                | |
|                | Smithornis (Afrikaanse breedbekken)                                                                                 |
|                | |
|                | Calyptomena (Aziatische groene breedbekken)                                                                         |
|                | |

|  | Smithornis (Afrikaanse breedbekken)         |
|  |                                             |
|  | Calyptomena (Aziatische groene breedbekken) |
|  |                                             |

Acanthisittidae (Rotswinterkoningen) · Acanthizidae (Australische zangers) · Acrocephalidae (Rietzangers) · Aegithalidae (Staartmezen) · Aegithinidae (Iora's) · Alaudidae (Leeuweriken) · Alcippeidae (Alcippes) · Artamidae (Spitsvogels) ·  Atrichornithidae (Doornkruipers) · Bernieridae (Madagaskarzangers) · Bombycillidae (Pestvogels) · Buphagidae (Ossenpikkers) · Calcariidae (IJsgorzen) · Callaeidae (Nieuw-Zeelandse lelvogels) · Calyptomenidae (Afrikaanse breedbekken) · Calyptophilidae (Tapuittangaren) · Campephagidae (Rupsvogels) · Cardinalidae (Kardinaalachtigen) · Certhiidae (Echte boomkruipers) · Cettiidae (Struikzangers) · Chaetopidae (Rotsspringers) · Chloropseidae (Bladvogels) · Cinclidae (Waterspreeuwen) · Cinclosomatidae (Kwartellijsters) · Cisticolidae (Graszangers) · Climacteridae (Australische kruipers) · Cnemophilidae (Satijnvogels) · Conopophagidae (Muggeneters) · Corcoracidae (Slijknestkraaien) · Corvidae (Kraaien) · Cotingidae (Cotinga's) · Dasyornithidae (Borstelvogels) · Dicaeidae (Bastaardhoningvogels) · Dicruridae (Drongo's) · Donacobiidae (Zwartkopdonacobius) · Dulidae (Palmtapuiten) · Elachuridae (Elachura) · Emberizidae (Gorzen) · Erythrocercidae (Elfmonarchen) · Estrildidae (Prachtvinken) · Eulacestomatidae (Leldikkop) · Eupetidae (Ralbabbelaars) · Eurylaimidae (Breedbekken en hapvogels) · Falcunculidae (Harlekijndikkoppen) · Formicariidae (Mierlijsters) · Fringillidae (Vinkachtigen) · Furnariidae (Ovenvogels) · Grallariidae (Mierpitta's) · Hirundinidae (Zwaluwen) · Hyliidae (Hylia's) · Hyliotidae (Hyliota's) · Hylocitreidae (Bessendikkop) · Hypocoliidae (Zijdestaarten) · Icteridae (Troepialen) · Icteriidae (Geelborstzanger) · Ifritidae (Ifrita) · Irenidae (Irena's) · Laniidae (Klauwieren) · Leiothrichidae (Babbelaars) · Locustellidae (Sprinkhaanzangers) · Machaerirhynchidae (Bootsnavels) · Macrosphenidae (Afrikaanse zangers) · Malaconotidae (Bosklauwieren) · Maluridae (Elfjes)    · Melampittidae (Paradijspitta's) · Melanocharitidae (Bessenpikkers) · Melanopareiidae (Maansluipers) · Meliphagidae (Honingeters) · Menuridae (Liervogels) · Mimidae (Spotlijsters) · Mitrospingidae (Mitrospingustangaren) · Modulatricidae (Vlekkeellijsters) · Mohoidae (O'o's) · Mohouidae (Mohoua's) · Monarchidae (Monarchen) · Motacillidae (Kwikstaarten en piepers) · Muscicapidae (Vliegenvangers) · Nectariniidae (Honingzuigers) · Neosittidae (Boomlopers) · Nesospingidae (Puertoricaanse tangare) ·  Nicatoridae (Nicators) · Notiomystidae (Hihi) · Onychorhynchidae (Kroontirannen) ·  Oreoicidae (Oreoica's) · Oriolidae (Wielewalen en vijgvogels) · Orthonychidae (Stronklopers) · Oxyruncidae (Scherpsnavel) ·  Pachycephalidae (Dikkoppen en fluiters) · Panuridae (Baardmannetje) · Paradisaeidae (Paradijsvogels) · Paradoxornithidae (Diksnavelmezen) · Paramythiidae (Prachtbessenpikkers) · Pardalotidae (Diamantvogels) · Paridae (Mezen) · Parulidae (Amerikaanse zangers) · Passerellidae (Amerikaanse gorzen) · Passeridae (Mussen) · Pellorneidae (Grondtimalia's) · Petroicidae (Australische vliegenvangers) · Peucedramidae (Oranjekopzanger) · Phaenicophilidae (Hispaniolatangaren) · Philepittidae (Asities) · Phylloscopidae (Boszangers) · Picathartidae (Kaalkopkraaien) · Pipridae (Manakins) · Pittidae (Pitta's) · Pityriasidae (Borstelkop) · Platylophidae (Maleise kuifgaai) · Platysteiridae (Lelvliegenvangers) · Ploceidae (Wevers en verwanten) · Pnoepygidae (Pnoepyga's) · Polioptilidae (Muggenvangers) · Pomatostomidae (Australaziatische babbelaars) · Promeropidae (Afrikaanse suikervogels) · Prunellidae (Heggenmussen) · Psophodidae (Zwiepfluiters) · Ptiliogonatidae (Zijdevliegenvangers) · Ptilonorhynchidae (Prieelvogels) · Pycnonotidae (Buulbuuls) · Regulidae (Goudhaantjes) · Remizidae (Buidelmezen) · Rhagologidae (Geschubde dikkop) · Rhinocryptidae (Tapaculo's) · Rhipiduridae (Waaierstaarten) · Rhodinocichlidae (Troepiaaltangare) · Salpornithidae (Gevlekte boomkruipers) · Sapayoidae (Breedbekmanakin) · Scotocercidae (Maquiszanger) · Sittidae (Boomklevers) · Spindalidae (Spindalissen) · Stenostiridae (Elfvliegenvangers) · Sturnidae (Spreeuwen) · Sylviidae (Grasmussen) · Teretistridae (Cubaanse zangers) · Thamnophilidae (Miervogels) · Thraupidae (Tangaren) · Tichodromidae (Rotskruiper) · Timaliidae (Timalia's) · Tityridae (Tityra's) · Troglodytidae (Winterkoningen) · Turdidae (Lijsters) · Tyrannidae (Tirannen) · Urocynchramidae (Przewalski's roodmus) · Vangidae (Vanga's) · Viduidae (Wida's) · Vireonidae (Vireo's) · Zeledoniidae (Zeledonia) · Zosteropidae (Brilvogels)